# 토나티아속
토나티아속(Tonatia)은 주걱박쥐과에 속하는 박쥐 속의 하나이다. 창코박쥐아과로 분류하며, 남아메리카와 중앙아메리카에서 발견되며, 2종으로 이루어져 있다.

## 하위 종
- 큰둥근귀박쥐 (Tonatia bidens) Spix, 1823
- 줄무늬머리둥근귀박쥐 (Tonatia saurophila) Koopman & Williams, 1951